# アキプロ
株式会社アキプロ（英: Akipro inc.）は、東京都渋谷区にある映像制作会社。2011年9月に代表の中村正幾により創業され、2013年6月より法人化。21世紀型の映像制作会社として、インターネットを中心とした動画広告や、映像制作、動画コンサルティングなどの業務を行っている。

## 概要
映像制作・動画広告を主として事業を展開している。映像制作会社ではあるが、企画から制作、広告出稿までをワンストップで行える点が大きな特徴である。広告代理店的業務、PR会社、制作会社の特徴をそれぞれ併せ持っている。今までにない新しい映像制作会社のカタチとして"21世紀型の映像制作会社”と自称している

## 沿革
- 2011年9月1日 代表の中村によって創業。当時の屋号は亜希プロモーション。
- 2013年6月17日法人化により、株式会社アキプロに名称変更。
- 2014年12月 キックスターターの支援事業"KickstarterJapan[リンク切れ]"を開始。

## 特徴
- 企業理念は「映像で感動を！」これは日本の企業は優秀だけど感動が少ないと中村が感じていた為、動画から日本の企業を感動的に見せたいという想いがある。特に日本企業に足りない感動の要素として、”カッコよさ”であると中村は考えている。その為、映像制作においてもっとも重要としているのは"カッコよさ”"美しさ”である。

- 映像的な特徴としてはシネマカメラを使用した圧倒的な映像美が挙げられる。中村の映像哲学として、音や間をもっとも大事なものだとしている。複雑なエフェクトがかかったような映像を嫌っており、シンプルで思わず見入ってしまう映像を目指している。

- YouTubeやfacebookを始めとするインターネット上での動画広告分野にいち早く注目し、大小様々な企業へインターネット動画広告の普及活動を行っている。

- インターネット動画分野に強いのが特徴である。

- またキックスターターとはじめとする、クラウドファンディングサイトへのプロデュース業も積極的に行っている。動画の力で日本の良い物を世界に発信するということを目的としている。